# Sacha Filipenko
Sacha Filipenko (en russe : Саша Филипенко ; né le 12 juillet 1984 à Minsk en Biélorussie) est un écrivain biélorusse, lauréat du Prix russe (Rouskaïa Premia). Il est l'auteur des romans Kremulator, Croix rouges, La Traque, Un fils perdu, Zamysly, Retour à Ostrog,. Les romans de Sacha Filipenko ont été traduits en français, en tchèque, en hongrois, en polonais, en italien, en anglais, en croate, en allemand, et d'autres langues. En 2021, PEN International a déclaré que Filipenko était victime de censure. Il vit actuellement en Suisse avec sa femme et son fils, car il est dangereux pour lui de retourner en Biélorussie. Pour s'être ouvertement opposé à Alexandre Loukachenko et avoir soutenu Maria Kalesnikava, Filipenko peut être poursuivi en justice. En 2024, Filipenko a reçu Prix Transfuge du meilleur roman européen pour Kremulator, éditions Noir sur blanc.

## Biographie
Sacha Filipenko est de nationalité biélorusse. Il est né à Minsk. Il est diplômé du lycée des beaux-arts Ivan Akhremchik.
À partir de son entrée dans l'enseignement supérieur, il s'est installé en Russie. À Saint-Pétersbourg, il a obtenu un diplôme de la faculté des arts de l'Université d'État de Saint-Pétersbourg en 2007 et un diplôme de magistrature en 2009.
De 2009 à 2011, il travaille sur Pervi Kanal, où il écrit des scenarios pour les programmes Projectorparishilton, Moult litchnosti et Yesterday Live.
Puis il entre à la chaîne de télévision russe Dojd. Il dirige le projet télévisé Vetcherni Guerassimets et À la maison ! (avec Pavel Lobkov (en)).
En 2014, le magazine GQ nomme Sacha Filipenko parmi les découvertes de l'année. En 2016, le magazine Собака.ру le présente dans la catégorie Littérature. La même année 2016, il devient finaliste du prix Bolchaïa Kniga.
Filipenko écrit en russe et en biélorusse. Il collabore avec des revues littéraires de Saint-Pétersbourg et de Moscou.

## Publications
- Le Fils d'avant (Бывший сын), 2014
- Zamysly (Замыслы), 2015
- La Traque (Травля), 2016
- Croix rouges (Красный крест), 2017
- Retour à Ostrog (Возвращение в Острог), 2019
- Kremulator, 2022 (ISBN 978-2-8825-0896-6)

### Recueils
- Les Oiseaux légers (Птицы легкого поведения ; Птушкі лёгкіх паводзінаў), 2013
- « Le chien a mordu Petia » pour l'anthologie Stop-cadre. Nostalgie, 2015

### Traductions en français
- Croix rouges, éditions des Syrtes, Genève 2018, traduction d'Anne-Marie Tatsis-Botton  (ISBN 9782940523696).
- La Traque, éditions des Syrtes, Genève 2020, traduction de Raphaëlle Pache  (ISBN 9782940628445).
- Un fils perdu, traduit par Philie Arnoux et Paul Lequesne, éd. Noir Sur Blanc, Lausanne, 2022, 192 pages  (ISBN 978-2-88250-738-9)
- Kremulator, traduit par Marina Skalova, éditions Noir sur Blanc, Lausanne, 2024, 232 pages  (ISBN 978-2882507389)

## Prix et récompenses
- 2011 : Diplôme du premier niveau du PEN club biélorusse.
- 2014 : Prix russe (ru). Diplôme du premier niveau dans la catégorie prose pour son roman Le Fils d'avant.
- 2014 : Prix annuel du magazine Znamia[8].
- 2016 : Prix Snob : Made in Russia (Sdelano v Rossi)[9].
- 2024 : Prix Transfuge du meilleur roman européen pour Kremulator

## Interviews
- En Russie, je ne suis pas un écrivain russe et en Biélorussie je ne suis pas un écrivain biélorusse (ru) В России я не русский писатель, в Беларуси не белорусский
- Happy end comme chez Shakespeare (ru) Хеппи-энд, как у Шекспира, 2016
- Interview Thinkerview sur Youtube: Vivre en dictature ? Sacha Filipenko, 2022